# Dalbergia melanoxylon
Dalbergia melanoxylon är ett fem till tolv (nitton) meter högt träd som förekommer i Afrika söder om Sahara i savannbiotoper med torr- och regnperioder (som miombo), från havsnivå upp till 1 750 m.ö.h.. Utbredningen sträcker sig dels i ett band från Senegal till Eritrea och dels från sydöstra Kenya, via Tanzania, Zambia och Moçambique till nordöstra Sydafrika och sydöstra Angola.

## Taxonomi
Dalbergia melanoxylon beskrevs 1832 av Jean Baptiste Antoine Guillemin och George Samuel Perrottet. Dalbergia melanoxylon ingår i släktet Dalbergia, och familjen ärtväxter.
Släktet Dalbergia är uppkallat efter den svenske plantageägaren i Surinam Carl Gustav Dahlberg (cirka 1721–1781) hos vilken Daniel Rolander arbetade 1755. Artnamnet betyder "svart trä"; från klassisk grekiska μέλᾱς (mélās) "svart"/"mörk" och ξύλον (xylon) "trä".

## Användning
Kärnveden från D. melanoxylon, på svenska kallat grenadilleträ, tidigare även senegalebenholts eller kongoholts (på engelska "African blackwood" och på swahili "mpingo"), är hård, tät (densitet mellan 1,00 och 1,33 g/cm3) och svartbrun. Träet används framför allt till träblåsinstrument (som klarinett, oboe och olika flöjter) och möbler (speciellt pågår en stor illegal export till Kina för produktion av "hongmu-möbler", 紅木家具, möbler i traditionell, Qingdynastin, stil som, förutom exklusiva, huvudsakligen hotade, träslag, även innefattar inläggningar av elfenben och pärlemor). Därutöver används det som prydnadsträ (främst lokala snideriarbeten för turister, men även för exempelvis exklusiva knivskaft). Lokalt används det på grund av sin hårdhet även för vissa konstruktionsändamål (som i lager och i block).
Grenadilleträ från D. melananoxylon anses vara ett av de dyraste träslagen på världsmarknaden och priset låg 2017 på cirka 20 000 US-dollar per kubikmeter. 2012 uppgavs den årliga användningen för produktion av musikinstrument till 255 kubikmeter och 2014 uppskattades det att mellan 7 000 och 15 000 träd fälldes årligen för detta ändamål (huvudsakligen i Tanzania och Moçambique). Huvuddelen av produktionen angavs 2014/2015 att gå till den kinesiska produktionen av hongmu-möbler 2013 hade den kinesiska importen av D. melanoxylon från Moçambique ökat till 33 000 kubikmeter (från drygt 5 000 kubikmeter 2004), vilket motsvarar mellan 170 000 och 330 000 fällda träd.
Trä av D. melanoxylon importerades redan till faraonernas Egypten och flera föremål från exempelvis Tutankhamons grav är tillverkade av träet. Translitterationen av träets namn från egyptiska texter är "hbny", vilket lett fram till engelska "ebony", tyska "Ebenholz" och därifrån till svenska "ebenholts". Ebenholts har sedan förts över till arter tillhöriga Diospyros och några andra släkten.

## Skyddsstatus
IUCN kategoriserar arten globalt som nära hotad.
Hela släktet Dalbergia (som även innehåller andra arter som ger träslag som rosenträ och cocobolo) listas i CITES appendix II sedan 2017 och handels- och in-/utförselrestriktiner råder för trä och produkter. Hela släktet omfattas också av EUs regelverk för handel med hotade arter.

## Bildgalleri

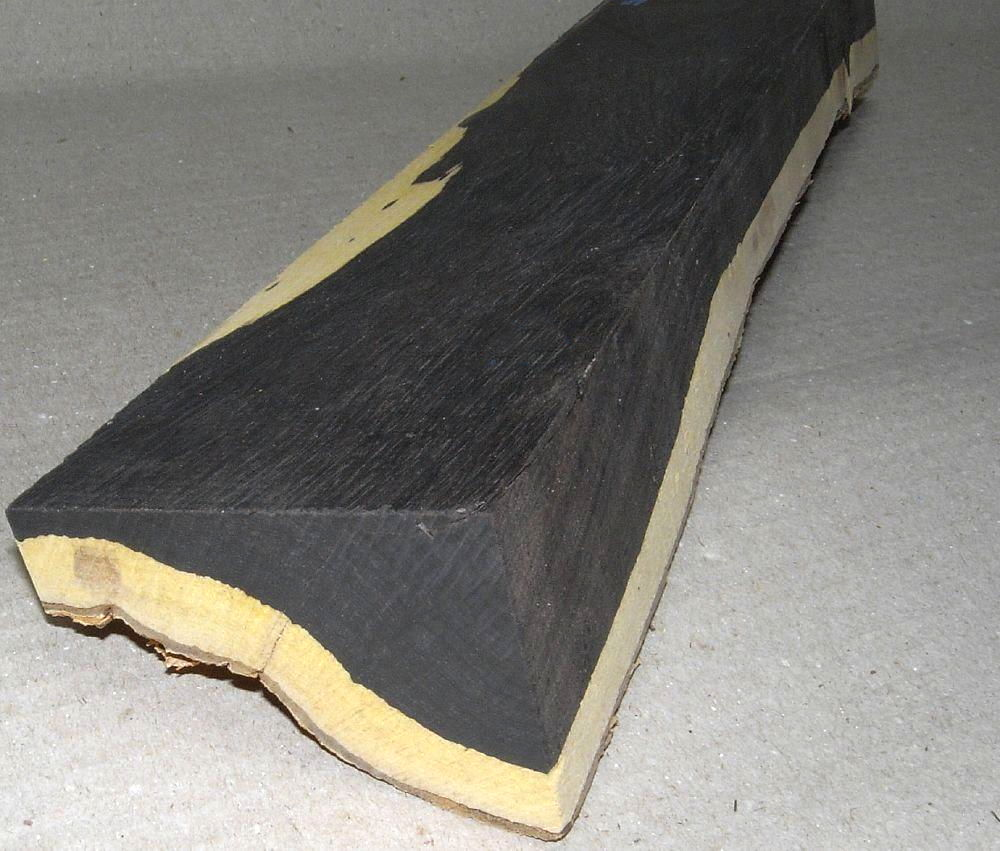
Stycke av grenadilleträ från D. melanoxylon. Den gulaktiga splintveden har lämnats kvar för att minimera sprickbildning vid torkningen.
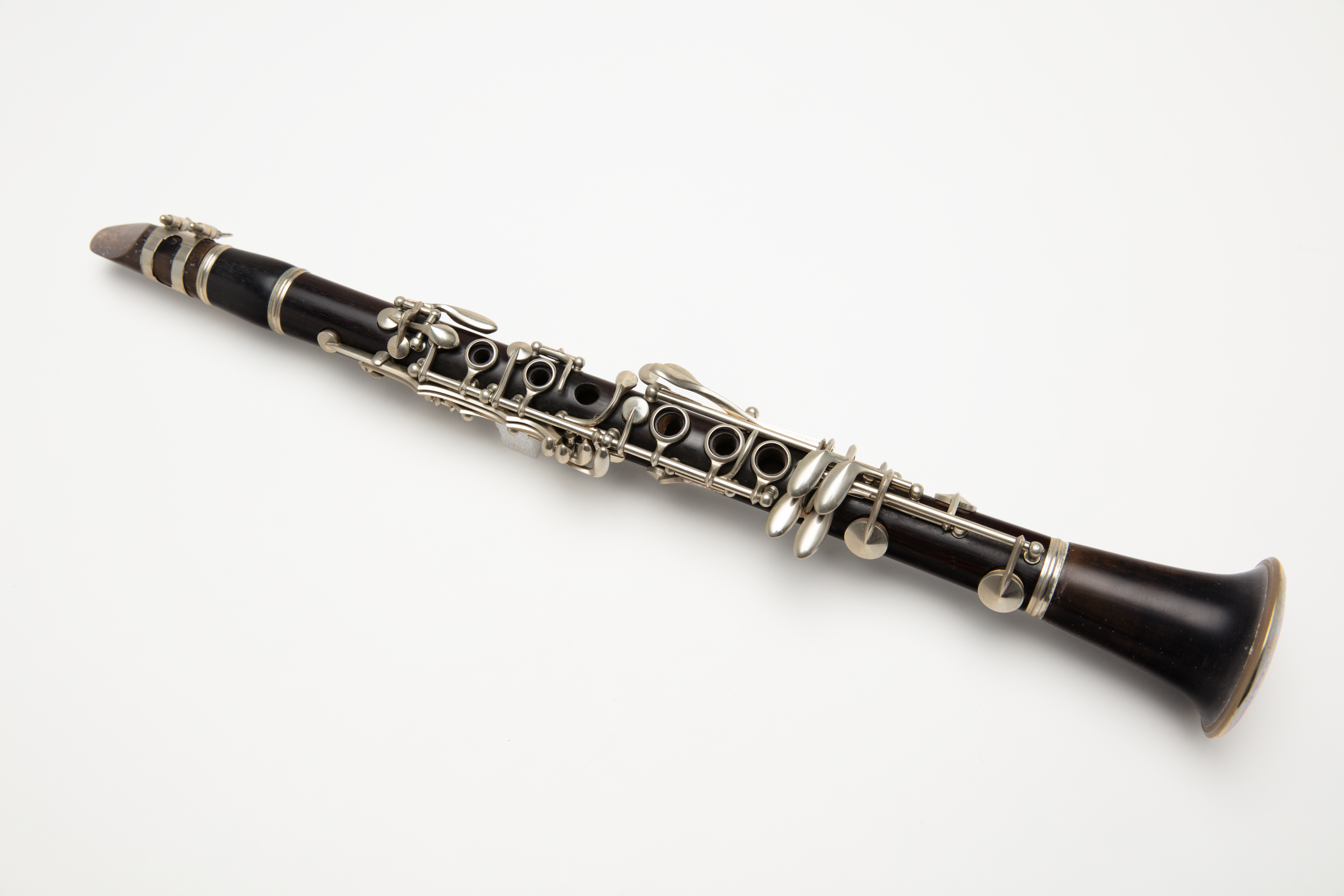
Klarinett av grenadilleträ (och med klaffar av nysilver).
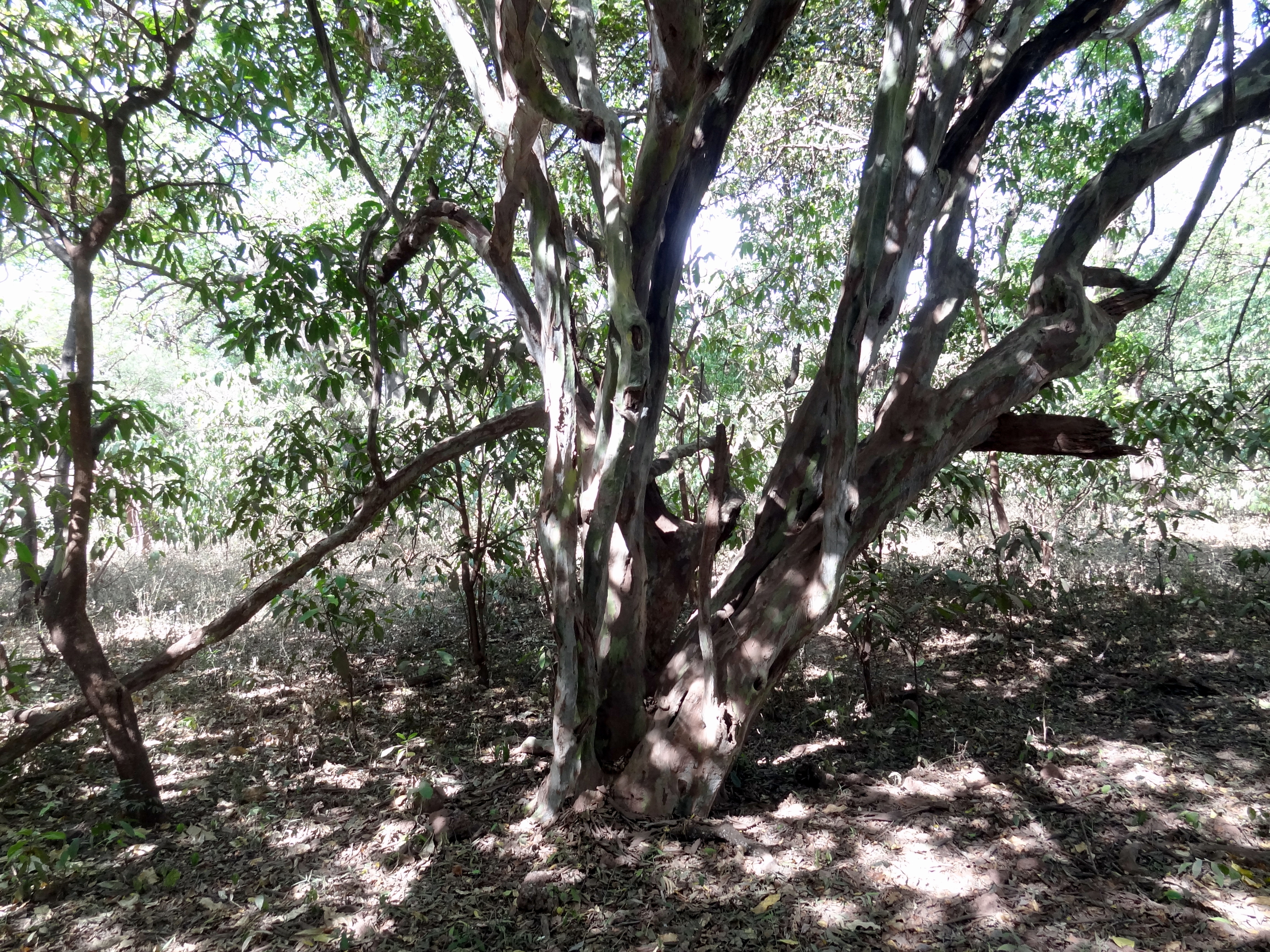
D. melanoxylon i Tanzania.
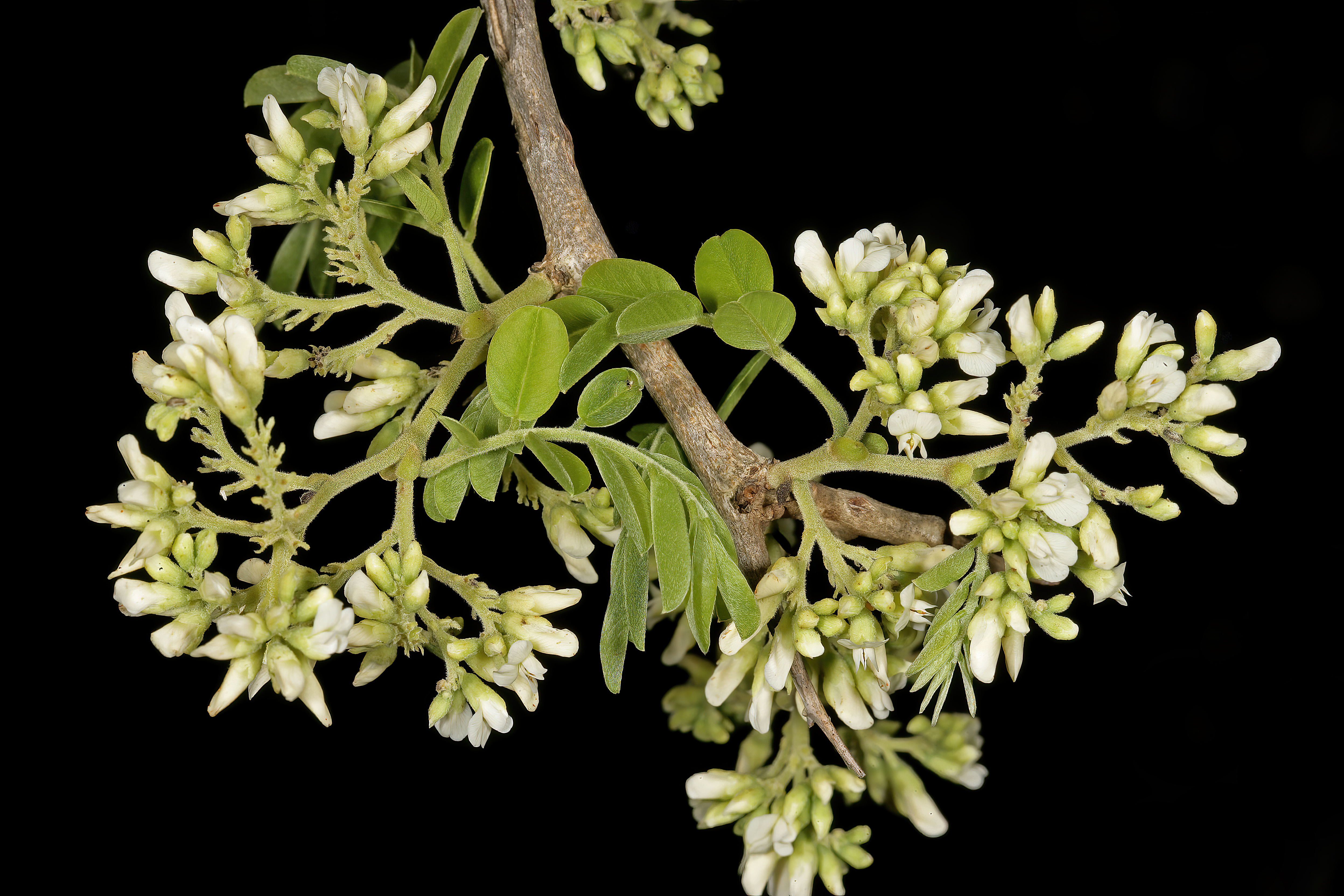
Blommande gren i Pretoria National Botanical Garden.
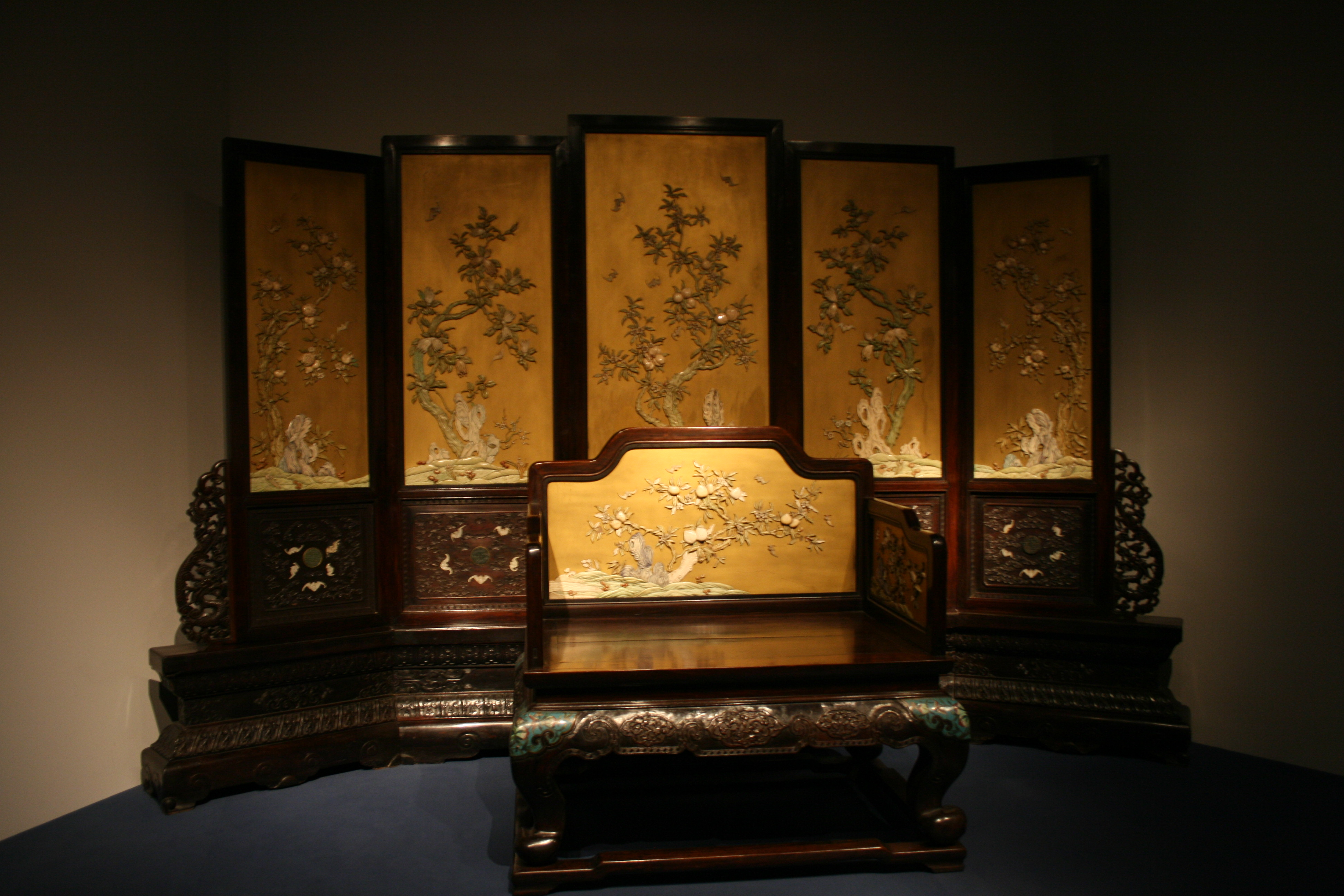
Möblemang (ej bestående av grenadilleträ) från Qingdynastin med elfenbensinlägg.
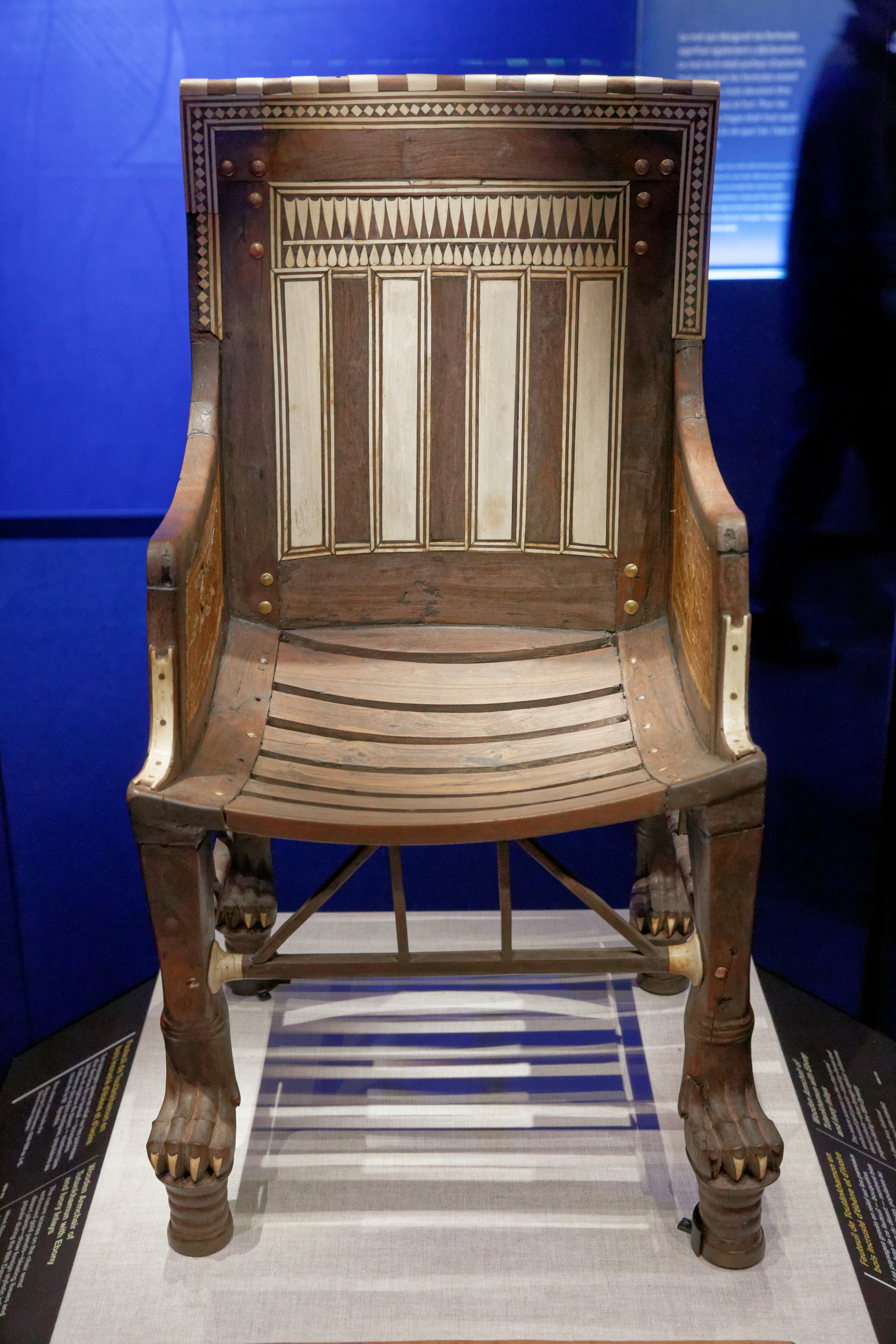
Tutankhamons stol är till stor del gjord av grenadilleträ från D. melanoxylon.
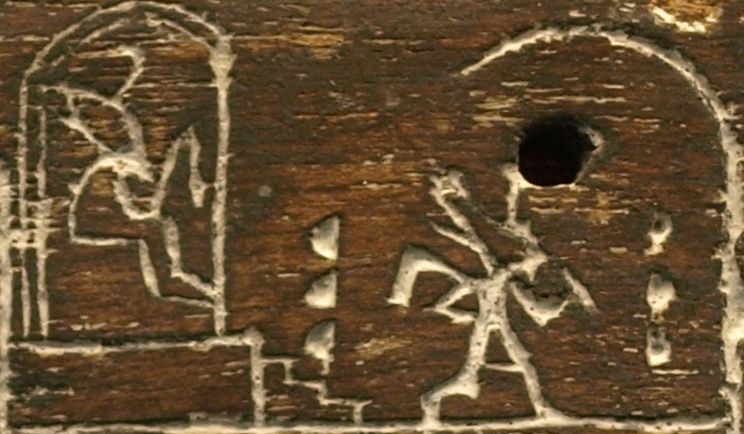
Grenadilleplakett från farao Dens grav (2900-talet f.Kr).